# Nederland op het Eurovisiesongfestival 1992
Nederland nam deel aan het Eurovisiesongfestival 1992 in de Zweedse stad Malmö. Het was de 35ste deelname van het land aan het Eurovisiesongfestival. De NOS was verantwoordelijk voor de Nederlandse bijdrage.

## Selectieprocedure
Het Nationaal Songfestival werd op 29 maart 1992 gehouden in de NOS tv-studio's in Hilversum. De show werd gepresenteerd door Bas Westerweel.
Aan deze nationale finale deden in totaal tien artiesten mee.
De winnaar werd gekozen door de 12 provinciale jury's.
| Volgorde | Artiest                    | Lied                    | Punten | Plaats |
| -------- | -------------------------- | ----------------------- | ------ | ------ |
| 1        | Justian                    | De schok van mijn leven | 75     | 5      |
| 2        | Laura Vlasblom             | Gouden bergen           | 88     | 2      |
| 3        | Ferry van Leeuwen          | Een klassieke liefde    | 56     | 7      |
| 4        | Tony Neef & Hella Koffeman | Nooit geweten           | 61     | 6      |
| 5        | Rob Janszen                | Net als een kind        | 85     | 3      |
| 6        | Fantasyx                   | Met mij gaat het goed   | 42     | 9      |
| 7        | Lisa Boray                 | Hartstocht              | 81     | 4      |
| 8        | Bob van Niekerk            | Waar is het feest       | 44     | 8      |
| 9        | Sigi                       | Wachten op water        | 34     | 10     |
| 10       | Humphrey Campbell          | Wijs me de weg          | 94     | 1      |

## In Zweden
Nederland moest tijdens het Eurovisiesongfestival aantreden als 23ste en laatste land, voorafgegaan door Duitsland. Op het einde van de puntentelling bleek dat Humphrey Campbell op de negende plaats was geëindigd met een totaal van 67 punten.
België had 2 punten over voor het Nederlandse lied.

### Gekregen punten
| 12 punten                           | 10 punten               | 8 punten  | 7 punten                                | 6 punten      |
| ----------------------------------- | ----------------------- | --------- | --------------------------------------- | ------------- |
|                                     |                         | - Ierland | - Cyprus - Duitsland - Spanje - Turkije |               |
| 5 punten                            | 4 punten                | 3 punten  | 2 punten                                | 1 punt        |
| - Griekenland - Israël - Oostenrijk | - Frankrijk - Noorwegen | - IJsland | - België - Verenigd Koninkrijk          | - Zwitserland |

### Punten gegeven door Nederland
Punten gegeven in de finale:
| 12 punten | Italië              |
| 10 punten | Ierland             |
| 8 punten  | Cyprus              |
| 7 punten  | Verenigd Koninkrijk |
| 6 punten  | Frankrijk           |
| 5 punten  | Malta               |
| 4 punten  | Griekenland         |
| 3 punten  | Israël              |
| 2 punten  | IJsland             |
| 1 punt    | Spanje              |

1956 · 1957 · 1958 · 1959 · 1960 · 1961 · 1962 · 1963 · 1964 · 1965 · 1966 · 1967 · 1968 · 1969 · 1970 · 1971 · 1972 · 1973 · 1974 · 1975 · 1976 · 1977 · 1978 · 1979 · 1980 · 1981 · 1982 · 1983 · 1984 · 1985 · 1986 · 1987 · 1988 · 1989 · 1990 · 1991 · 1992 · 1993 · 1994 · 1995 · 1996 · 1997 · 1998 · 1999 · 2000 · 2001 · 2002 · 2003 · 2004 · 2005 · 2006 · 2007 · 2008 · 2009 · 2010 · 2011 · 2012 · 2013 · 2014 · 2015 · 2016 · 2017 · 2018 · 2019 · 2020 · 2021 · 2022 · 2023 · 2024 · 2025